# Festuca peruviana
Festuca peruviana är en gräsart som beskrevs av Infantes. Festuca peruviana ingår i släktet svinglar, och familjen gräs. Inga underarter finns listade i Catalogue of Life.